# Ligat ha’Al 2022/23
Die Ligat ha’Al 2022/23 war die 24. Spielzeit seit ihrer Einführung unter diesem Namen im Jahre 1999 und die 81. Spielzeit der höchsten israelischen Spielklasse im Männerfußball. Sie begann am 20. August 2022 und endete am 20. Mai 2023. Titelverteidiger war Maccabi Haifa.

## Modus
Die 14 Mannschaften spielten zunächst jeweils zweimal gegeneinander. Danach wurde die Liga geteilt; die besten sechs Teams qualifizierten sich für die Meisterrunde, die letzten acht für die Abstiegsrunde. Die Punkte aus der Vorrunde wurden jeweils mitgenommen.
Der Meister nimmt an der 1. Qualifikationsrunde der Champions League teil, der Zweite, Dritte und Pokalsieger an der 2. Qualifikationsrunde der Europa Conference League. Die beiden letzten Vereine stiegen direkt ab.

## Mannschaften
Aufgestiegen waren die Mannschaften Sekzia Nes Ziona und Maccabi Bnei Reina; nicht mehr dabei waren die Absteiger der letzten Saison Maccabi Petach Tikwa und Hapoel Nof HaGalil.
| Verein                      | Stadt          | Stadion                               | Kapazität |
| --------------------------- | -------------- | ------------------------------------- | --------- |
| Beitar Jerusalem            | Jerusalem      | Teddy-Stadion                         | 31.733    |
| Hapoel Jerusalem            | Jerusalem      | Teddy-Stadion                         | 31.733    |
| Hapoel Haifa                | Haifa          | Sammy-Ofer-Stadion                    | 30.942    |
| Maccabi Haifa               | Haifa          | Sammy-Ofer-Stadion                    | 30.942    |
| Hapoel Tel Aviv             | Tel Aviv-Jaffa | Bloomfield-Stadion                    | 29.400    |
| Maccabi Tel Aviv            | Tel Aviv-Jaffa | Bloomfield-Stadion                    | 29.400    |
| Hapoel Be’er Scheva         | Be’er Scheva   | Turner-Stadion                        | 16.126    |
| Maccabi Netanja             | Netanja        | Netanja-Stadion                       | 13.610    |
| Hapoel Hadera               | Netanja        | Netanja-Stadion                       | 13.610    |
| Sekzia Nes Ziona            | Nes Ziona      | HaMoshava-Stadion 1 (in Petach Tikwa) | 11.500    |
| FC Bnei Sachnin             | Sachnin        | Doha-Stadion                          | 08.500    |
| MS Aschdod                  | Aschdod        | HaYud-Alef-Stadion                    | 07.800    |
| Hapoel Ironi Kirjat Schmona | Kirjat Schmona | Städtisches Stadion Kirjat Schmona    | 05.300    |
| Maccabi Bnei Reina          | Reina          | Green-Stadion 1 (in Nof HaGalil)      | 05.200    |

## Vorrunde

### Tabelle
| Pl. | Verein                      | Sp. | S  | U  | N  | Tore    | Diff. | Punkte |
| --- | --------------------------- | --- | -- | -- | -- | ------- | ----- | ------ |
| 1.  | Maccabi Haifa (M)           | 26  | 20 | 2  | 4  | 051:240 | +27   | 62     |
| 2.  | Hapoel Be’er Scheva (P)     | 26  | 18 | 4  | 4  | 052:190 | +33   | 58     |
| 3.  | Maccabi Tel Aviv            | 26  | 15 | 7  | 4  | 053:150 | +38   | 52     |
| 4.  | Maccabi Netanja             | 26  | 10 | 7  | 9  | 033:380 | −5    | 37     |
| 5.  | Hapoel Jerusalem            | 26  | 9  | 9  | 8  | 030:260 | +4    | 36     |
| 6.  | MS Aschdod                  | 26  | 9  | 9  | 8  | 032:300 | +2    | 36     |
| 7.  | Beitar Jerusalem            | 26  | 9  | 4  | 13 | 038:470 | −9    | 31     |
| 8.  | Hapoel Haifa                | 26  | 6  | 12 | 8  | 025:280 | −3    | 30     |
| 9.  | FC Bnei Sachnin             | 26  | 7  | 9  | 10 | 026:300 | −4    | 30     |
| 10. | Hapoel Hadera               | 26  | 6  | 11 | 9  | 026:410 | −15   | 29     |
| 11. | Hapoel Tel Aviv             | 26  | 6  | 9  | 11 | 028:420 | −14   | 27     |
| 12. | Maccabi Bnei Reina (N)      | 26  | 5  | 9  | 12 | 023:420 | −19   | 24     |
| 13. | Hapoel Ironi Kirjat Schmona | 26  | 3  | 12 | 11 | 027:390 | −12   | 21     |
| 14. | Sekzia Nes Ziona (N)        | 26  | 3  | 8  | 15 | 023:460 | −23   | 17     |

Platzierungskriterien: 1. Punkte – 2. Tordifferenz – 3. Siege – 4. geschossene Tore – 5. Direkter Vergleich (Punkte, Tordifferenz, geschossene Tore) – 6. Play-off-Spiel
| (M) | amtierender israelischer Meister     |
| (P) | amtierender israelischer Pokalsieger |
| (N) | Neuaufsteiger der letzten Saison     |

### Kreuztabelle
| 2022/23                     | Maccabi Haifa | Hapoel Be’er Scheva | Maccabi Tel Aviv | Maccabi Netanja | Hapoel Tel Aviv | FC Bnei Sachnin | Hapoel Ironi Kirjat Schmona | HAD | MS Aschdod | Beitar Jerusalem | Hapoel Haifa | JER | REI | SEK |
| --------------------------- | ------------- | ------------------- | ---------------- | --------------- | --------------- | --------------- | --------------------------- | --- | ---------- | ---------------- | ------------ | --- | --- | --- |
| Maccabi Haifa               |               | 2:0                 | 2:0              | 4:1             | 5:2             | 3:1             | 2:0                         | 1:0 | 3:1        | 2:1              | 4:1          | 2:1 | 0:0 | 3:1 |
| Hapoel Be’er Scheva         | 1:2           |                     | 2:0              | 2:2             | 6:0             | 1:0             | 2:1                         | 3:0 | 1:2        | 3:2              | 2:2          | 0:0 | 2:1 | 1:1 |
| Maccabi Tel Aviv            | 3:0           | 1:0                 |                  | 3:0             | 3:0             | 1:1             | 3:1                         | 5:0 | 3:0        | 4:0              | 1:0          | 1:2 | 5:0 | 1:1 |
| Maccabi Netanja             | 0:2           | 1:2                 | 2:1              |                 | 0:2             | 0:0             | 1:0                         | 1:0 | 0:2        | 4:1              | 1:0          | 0:2 | 2:1 | 3:0 |
| Hapoel Tel Aviv             | 0:1           | 2:3                 | 0:0              | 1:1             |                 | 0:2             | 2:1                         | 0:0 | 1:2        | 2:1              | 3:3          | 1:3 | 2:0 | 1:1 |
| FC Bnei Sachnin             | 0:1           | 0:1                 | 0:1              | 0:0             | 1:1             |                 | 1:3                         | 1:4 | 1:1        | 2:0              | 1:2          | 2:1 | 2:0 | 2:0 |
| Hapoel Ironi Kirjat Schmona | 2:3           | 0:2                 | 1:1              | 2:2             | 0:1             | 1:1             |                             | 2:2 | 1:1        | 0:3              | 1:1          | 1:1 | 1:1 | 3:3 |
| Hapoel Hadera               | 1:1           | 0:3                 | 0:6              | 3:1             | 0:0             | 1:3             | 1:1                         |     | 0:2        | 2:1              | 1:1          | 0:0 | 2:2 | 0:0 |
| MS Aschdod                  | 3:1           | 0:1                 | 0:0              | 2:3             | 1:0             | 1:1             | 1:1                         | 1:1 |            | 0:2              | 4:0          | 1:1 | 3:0 | 1:0 |
| Beitar Jerusalem            | 1:4           | 0:5                 | 2:2              | 6:3             | 1:3             | 2:1             | 2:0                         | 0:2 | 2:1        |                  | 0:0          | 0:1 | 2:3 | 3:2 |
| Hapoel Haifa                | 0:1           | 0:1                 | 1:1              | 0:0             | 2:0             | 1:2             | 3:0                         | 3:0 | 1:1        | 0:0              |              | 1:0 | 0:0 | 0:1 |
| Hapoel Jerusalem            | 3:0           | 1:4                 | 0:3              | 0:2             | 0:0             | 1:2             | 1:1                         | 1:1 | 3:0        | 1:1              | 2:2          |     | 0:1 | 1:0 |
| Maccabi Bnei Reina          | 1:0           | 0:3                 | 0:2              | 1:2             | 1:1             | 2:0             | 0:1                         | 1:2 | 1:1        | 0:2              | 1:1          | 0:2 |     | 3:2 |
| Sekzia Nes Ziona            | 0:2           | 0:1                 | 0:2              | 1:1             | 4:3             | 0:0             | 0:2                         | 1:3 | 2:0        | 0:3              | 0:2          | 0:2 | 3:3 |     |

## Meisterrunde
Die Vereine auf den Plätzen 1–6 nach der Vorrunde spielten im Anschluss um die Meisterschaft. Dabei wurden die Ergebnisse aller 26 Vorrundenspiele übertragen und zwischen den sechs Teams eine weitere Doppelrunde ausgetragen.

### Abschlusstabelle
| Pl. | Verein                    | Sp. | S  | U  | N  | Tore    | Diff. | Punkte |
| --- | ------------------------- | --- | -- | -- | -- | ------- | ----- | ------ |
| 1.  | Maccabi Haifa (M) 1       | 36  | 27 | 3  | 6  | 076:340 | +42   | 81     |
| 2.  | Hapoel Be’er Scheva (P) 1 | 36  | 24 | 5  | 7  | 065:290 | +36   | 74     |
| 3.  | Maccabi Tel Aviv          | 36  | 21 | 10 | 5  | 069:230 | +46   | 73     |
| 4.  | Hapoel Jerusalem          | 36  | 12 | 9  | 15 | 038:440 | −6    | 45     |
| 5.  | Maccabi Netanja           | 36  | 12 | 9  | 15 | 044:580 | −14   | 45     |
| 6.  | MS Aschdod                | 36  | 11 | 10 | 15 | 041:460 | −5    | 43     |

Platzierungskriterien: 1. Punkte – 2. Tordifferenz – 3. Siege – 4. geschossene Tore – 5. Direkter Vergleich (Punkte, Tordifferenz, geschossene Tore) – 6. Play-off-Spiel
| (M) | amtierender israelischer Meister     |
| (P) | amtierender israelischer Pokalsieger |
| (N) | Neuaufsteiger der letzten Saison     |

### Kreuztabelle
| 2022/23             | Maccabi Haifa | Hapoel Be’er Scheva | Maccabi Tel Aviv | JER | Maccabi Netanja | FC Bnei Sachnin |
| ------------------- | ------------- | ------------------- | ---------------- | --- | --------------- | --------------- |
| Maccabi Haifa       |               | 1:0                 | 3:1              | 4:1 | 5:0             | 2:1             |
| Hapoel Be’er Scheva | 2:1           |                     | 1:2              | 2:0 | 1:0             | 2:0             |
| Maccabi Tel Aviv    | 1:1           | 3:0                 |                  | 2:0 | 2:1             | 1:1             |
| Hapoel Jerusalem    | 1:5           | 1:1                 | 0:0              |     | 0:2             | 2:0             |
| Maccabi Netanja     | 2:1           | 1:2                 | 0:2              | 1:4 |                 | 0:1             |
| FC Bnei Sachnin     | 1:2           | 0:1                 | 1:2              | 3:2 | 0:1             |                 |

## Abstiegsrunde
Die Vereine auf den Plätzen 7–14 nach der Vorrunde spielten im Anschluss gegen den Abstieg. Dabei wurden die Ergebnisse aller 26 Vorrundenspiele übertragen und zwischen den acht Teams eine weitere Einfachrunde ausgetragen. Die vier bestplatzierten Vereine der Vorrunde erhielten dabei ein Heimspiel mehr als die anderen vier. Nach Abschluss der Runde stiegen die Mannschaften auf den Rängen 13 und 14 in die zweitklassige Liga Leumit ab.

### Abschlusstabelle
| Pl. | Verein                      | Sp. | S  | U  | N  | Tore    | Diff. | Punkte |
| --- | --------------------------- | --- | -- | -- | -- | ------- | ----- | ------ |
| 7.  | Hapoel Haifa                | 33  | 9  | 14 | 10 | 035:350 | ±0    | 41     |
| 8.  | Beitar Jerusalem 1          | 33  | 13 | 4  | 16 | 052:580 | −6    | 40     |
| 9.  | FC Bnei Sachnin             | 33  | 8  | 13 | 12 | 039:440 | −5    | 37     |
| 10. | Hapoel Tel Aviv 2           | 33  | 9  | 10 | 14 | 037:510 | −14   | 36     |
| 11. | Maccabi Bnei Reina (N)      | 33  | 8  | 11 | 14 | 032:540 | −22   | 35     |
| 12. | Hapoel Hadera               | 33  | 7  | 13 | 13 | 035:530 | −18   | 34     |
| 13. | Hapoel Ironi Kirjat Schmona | 33  | 5  | 17 | 11 | 040:490 | −9    | 32     |
| 14. | Sekzia Nes Ziona (N)        | 33  | 5  | 10 | 18 | 031:560 | −25   | 25     |

Platzierungskriterien: 1. Punkte – 2. Tordifferenz – 3. Siege – 4. geschossene Tore – 5. Direkter Vergleich (Punkte, Tordifferenz, geschossene Tore) – 6. Play-off-Spiel
| (N) | Neuaufsteiger der letzten Saison |

### Kreuztabelle
| 2022/23                     | Beitar Jerusalem | Hapoel Haifa | FC Bnei Sachnin | HAD | Hapoel Tel Aviv | REI | Hapoel Ironi Kirjat Schmona | MS Aschdod |
| --------------------------- | ---------------- | ------------ | --------------- | --- | --------------- | --- | --------------------------- | ---------- |
| Beitar Jerusalem            |                  | 2:0          | –               | 2:1 | 2:1             | 0:1 | –                           | –          |
| Hapoel Haifa                | –                |              | 2:2             | –   | 1:0             | –   | 1:1                         | 0:1        |
| FC Bnei Sachnin             | 4:3              | –            |                 | 2:3 | 0:1             | 2:2 | –                           | –          |
| Hapoel Hadera               | –                | 1:2          | –               |     | 1:2             | –   | 1:1                         | 1:0        |
| Hapoel Tel Aviv             | –                | –            | –               | –   |                 | 1:2 | 2:2                         | 2:1        |
| Maccabi Bnei Reina          | –                | 1:1          | –               | 0:4 | –               |     | 1:3                         | –          |
| Hapoel Ironi Kirjat Schmona | 3:2              | –            | 2:2             | –   | –               | –   |                             | 1:1        |
| MS Aschdod                  | 1:3              | –            | 1:1             | –   | –               | 1:2 | –                           |            |

## Torschützenliste
| Pl. | Name            | Team                        | Tore |
| --- | --------------- | --------------------------- | ---- |
| 01. | Omer Atzili     | Maccabi Haifa               | 21   |
| 02. | Eran Zahavi     | Maccabi Tel Aviv            | 20   |
| 03. | Danilo Asprilla | Beitar Jerusalem            | 17   |
| 04. | Đorđe Jovanović | Maccabi Tel Aviv            | 15   |
| 04. | Ion Nicolaescu  | Beitar Jerusalem            | 15   |
| 04. | Igor Zlatanović | Maccabi Netanya             | 15   |
| 07. | Guy Melamed     | FC Bnei Sachnin             | 12   |
| 07. | Itamar Shviro   | Hapoel Ironi Kirjat Schmona | 12   |
| 09. | Rotem Hatuel    | Hapoel Be’er Scheva         | 11   |
| 09. | Alen Ožbolt     | Hapoel Tel Aviv             | 11   |
| 09. | Guy Badash      | Hapoel Jerusalem            | 11   |